# Luis Roberto Álvarez
Pour les articles homonymes, voir Luis Álvarez et Álvarez.
Álvarez  Martín est un nom espagnol. Le premier nom de famille, en général paternel, est Álvarez ; le second, en général maternel, souvent omis, est Martín.
Luis Roberto Álvarez Martín, né le 1er avril 1982 à Salamanque,, est un coureur cycliste espagnol. Professionnel durant les années 2000, il a notamment remporté le Tour d'Estrémadure en 2005. Il a également terminé deuxième du Tour de Navarre en 2007.

## Palmarès et résultats

### Palmarès par année
- 2002
  - 3e du Premio Primavera
- 2004
  - 4e étape du Tour de Zamora
- 2005
  - Tour d'Estrémadure
- 2007
  - 2e du Tour de Navarre

### Classements mondiaux
| Année           | 2005 | 2006 | 2007 |
| --------------- | ---- | ---- | ---- |
| UCI Europe Tour | 332e | 829e | 522e |